# 長崎十字会
長崎十字会（ながさきじゅうじかい）は、東京都豊島区長崎4丁目にある商店街。

## 概要
最寄り駅は東長崎駅の北口である。長崎十字会商店街の東は長崎三友会とつながっていて東隣の椎名町駅まで店がとぎれない。かつては商店街を北に抜けると立教大学のグランドがあった。このグラウンドは長嶋茂雄や高林恒夫ら立教大野球部が青春の汗をかいた場所でもある。現在は、東京都立千早高等学校になっている。
毎年8月に納涼大会を2日間開催する。和太鼓演奏・ダンス・バンド演奏などが披露され、出店も少々あり人で賑わう。

## 最寄駅
- 西武池袋線 東長崎駅（北口）